# Francesco Schettino
Francesco Schettino (* 14. November 1960 in Neapel) ist ein ehemaliger italienischer Kapitän. Er war der verantwortliche Schiffsführer bei der Havarie des Kreuzfahrtschiffs Costa Concordia vor der italienischen Insel Giglio im Jahr 2012.

## Familie und beruflicher Werdegang
Schettinos Heimatort ist die kleine Gemeinde Meta di Sorrento in der Metropolitanstadt Neapel. Er ist verheiratet und Vater einer erwachsenen Tochter. Die Familie von Schettino ist seit Generationen eng mit der Schifffahrt verbunden. Nach dem Schulabschluss besuchte Schettino das Nautische Institut Nino Bixio in Piano di Sorrento. Anschließend arbeitete er bei der Fährgesellschaft Tirrenia. In den Jahren 1999–2001 arbeitete er zunächst als Sicherheitsoffizier und dann als stellvertretender Kapitän bei der im September 2001 in Konkurs gegangenen Reederei Renaissance Cruises, einer in Fort Lauderdale (Florida) ansässigen Reederei. Im Jahr 2002 wechselte er zur Reederei Costa Crociere mit Sitz in Genua, der auch die Costa Concordia gehörte. Costa Crociere ist eine Tochtergesellschaft der weltweit größten Kreuzfahrtreederei Carnival Corporation & plc. Schettino war dort zunächst Sicherheitsoffizier, er wurde später stellvertretender Kapitän und 2006 zum Kapitän eines Kreuzfahrtschiffes befördert.
2010 verursachte Schettino im Hafen von Warnemünde als Kapitän der Costa Atlantica eine Beschädigung der an der Mole liegenden AIDAblu, die offenbar durch zu schnelle Fahrt beim Einlaufen in den Hafen in Bewegung gebracht wurde. Die Reederei Costa Crociere dementierte umgehend eine Schiffsberührung und beklagte eine unangemessene Darstellung, da solch oberflächliche Schäden im Alltag „passieren“. Schettino soll aber durch die Reederei schriftlich für seine mangelnde Aufmerksamkeit gerügt worden sein.

## Havarie derCosta Concordia
Schettino war der Kapitän des Passagierschiffes Costa Concordia, das am 13. Januar 2012 um 21:45 Uhr vor der italienischen Insel Giglio nahe am Ufer an Felsen entlangschrammte, leckschlug und bald darauf mit erheblicher Schlagseite auf Grund lag. Bei dem Unglück waren 4229 Personen an Bord. Insgesamt 32 Menschen – zwölf Deutsche, sieben Italiener, sechs Franzosen, zwei Peruaner, zwei US-Amerikaner, ein Inder, ein Spanier und ein Ungar – verloren bei der Havarie ihr Leben. Die sterblichen Überreste eines der Opfer wurden erst bei der Verschrottung im Jahr 2014 gefunden. Die italienische Staatsanwaltschaft klagte Schettino wegen fahrlässiger Tötung an.

### Schettinos Verteidigungslinie
Schettino entschuldigte sich bei einigen Hinterbliebenen der Opfer. Er ist der Auffassung, dass ihn allenfalls eine Teilschuld treffe. So beschuldigte er den Rudergänger, dieser habe zu spät auf seine Befehle reagiert und sei außerdem der italienischen Sprache nicht ausreichend mächtig gewesen. Schettino weist darauf hin, dass es seine Entscheidung gewesen sei, das Schiff nach der Havarie mit dem Felsen in die Nähe des Hafens der Insel Giglio zu steuern. Dadurch sei Schlimmeres verhindert worden. Gutachter bezweifeln allerdings diese Aussage, da die Ruderanlage bereits nicht mehr funktionsfähig war. Allein Wind und Strömung hätten diese Schiffsbewegungen bewirkt. Die riskante Annäherung an die Insel Giglio sei nach Schettinos Darstellung ein Manöver gewesen, das die Reederei aus Werbegründen grundsätzlich gerne sehe. Dies wird von der Reederei nachdrücklich dementiert.

### Reaktionen in der Öffentlichkeit
Durch mehrere unglückliche Aussagen hat sich Schettino in der Öffentlichkeit zusätzlich unbeliebt gemacht. Sein vorzeitiges Verlassen des Schiffs erklärt er mit einem Ausrutscher, durch den er in ein Rettungsboot gefallen sei. Mehrere Augenzeugen und eine Videoaufnahme der Feuerwehr widersprechen dieser Version. Schettino „sprach von sich als Kommandant, der auf dem Schiff gleich nach Gott komme“. Er hielt in Rom an der Universität La Sapienza einen Vortrag zum Thema „Panikmanagement“. Kritisiert wird auch, dass er seine damalige Geliebte, die Moldauerin Domnica Cemortan, als Gast an Bord hatte. Vorwürfe, er habe Cemortan mit einem waghalsigen Manöver vor Giglio beeindrucken wollen, wies Schettino zurück.

### Reederei
Ende Juli 2012 kündigte die Reederei das Arbeitsverhältnis mit Schettino. Sie distanzierte sich von ihm öffentlich und warf ihm vor, er habe schwerwiegende Fehler begangen. Die Kreuzfahrtgesellschaft einigte sich im April 2013 mit der italienischen Justiz in einem strafrechtlichen Vergleich auf die Einstellung der Ermittlungen gegen das Unternehmen gegen Zahlung der im italienischen Recht höchstmöglichen Summe von einer Million Euro. Hinterbliebene und Geschädigte reagierten darauf mit Empörung. Nach Abschluss des Vergleichs wurde die Reederei auf ihr Verlangen im Prozess gegen Schettino als Nebenklägerin zugelassen. Der Vergleich befreite die Reederei nicht von zivilrechtlichen Forderungen.

### Gerichtsverfahren
Schettino wurde nach dem Unglück auf Antrag der italienischen Staatsanwaltschaft in der südtoskanischen Provinzhauptstadt Grosseto, zu deren Region die Insel Giglio gehört, in Untersuchungshaft genommen. Bereits wenige Tage später wurde er unter Hausarrestauflage aus dem Gefängnis wieder entlassen. Im Zuge der Voranhörungen zum Prozess wurden fünf weitere Personen beschuldigt: der Krisenmanager der Reederei, der Steuermann des Schiffes und drei weitere Besatzungsmitglieder. Mit diesen Personen einigte sich der Staatsanwalt im Frühjahr 2013 auf eine Absprache. Gegen ein Schuldeingeständnis wurden sie ohne Beweisaufnahme zu Haftstrafen von bis zu zwei Jahren und zehn Monaten verurteilt. Schettino, dessen Verteidiger sich um eine ähnliche Verständigung bemüht hatte, wurde vom Staatsanwalt als Hauptschuldiger angesehen. Eine Absprache wurde ihm deshalb nicht angeboten.
Das Gericht in Grosseto eröffnete am 9. Juli 2013 den Strafprozess gegen Schettino. Die Vorwürfe lauteten: mehrfache fahrlässige Tötung und Körperverletzung, fahrlässiges Herbeiführen der Havarie, vorzeitiges Verlassen des Schiffs sowie fehlende Kommunikation mit den Behörden. Angesichts des großen internationalen Medieninteresses wurde in Grosseto für den Prozess eigens ein Theater zum Gerichtssaal umgewandelt. Das Gericht ließ 242 zivile Nebenkläger mit zusammen 62 Anwälten zu. Der Staatsanwalt forderte am 26. Januar 2015 eine Gefängnisstrafe von 26 Jahren und 3 Monaten. Schettinos Verteidiger, Domenico Pepe, forderte in seinem Plädoyer am 9. Februar 2015 einen Freispruch. Schettino habe der Mehrheit der Passagiere durch sein Handeln das Leben gerettet. Auch beklagte der Verteidiger eine einseitige Medienkampagne, die zu einer öffentlichen Vorverurteilung seines Mandanten geführt hätte.
Das Gericht unter dem vorsitzenden Richter Giovanni Puliatti verurteilte Schettino am 11. Februar 2015 erstinstanzlich zu 16 Jahren und 1 Monat Freiheitsstrafe. Diese Freiheitsstrafe von 16 Jahren und 1 Monat setzt sich zusammen aus 5 Jahren Haft für das fahrlässige Herbeiführen der Havarie, 10 Jahren für mehrfache, fahrlässige Tötung zusammen mit fahrlässiger Körperverletzung plus 1 Jahr für das Zurücklassen Hilfsbedürftiger in Tateinheit mit vorzeitigem Verlassen des Schiffs. Hinzu kommt 1 Monat Arrest wegen der unzureichenden Kommunikation mit den Behörden. Es bestätigte alle Anklagepunkte dem Grunde nach; im Strafmaß blieb das Urteil unter der Forderung des Staatsanwalts von 26 Jahren und 3 Monaten. Es verfügte außerdem, dass Schettino wie auch die Reederei zu Entschädigungszahlungen verpflichtet sind. Eine Fluchtgefahr sah es nicht, weswegen sich Schettino bis auf weiteres frei bewegen durfte und auch seinen Pass nicht abgeben musste. Schettino hatte am Tag nach der Urteilsverkündung und ohne Kenntnis der schriftlichen Urteilsbegründung mitgeteilt, dass er in Berufung gehen werde. Am 31. Mai 2016 bestätigte das Berufungsgericht in Florenz die erstinstanzliche Entscheidung. Auch das Strafmaß der ersten Instanz wurde bestätigt; das fünfjährige Berufsverbot wurde auf alle maritimen Berufe ausgedehnt und mit dem Verbot kombiniert, den Titel „Comandante“ (Kapitän) zu führen. Als letzte Instanz blieb ihm nur noch der Gang vor das Kassationsgericht in Rom. Dort reichte er im Oktober Einspruch ein. Das Verfahren vor diesem obersten Gericht wurde am 20. April 2017 eröffnet. Das Kassationsgericht bestätigte am 12. Mai 2017 das Urteil der Vorinstanz, woraufhin sich Schettino den Behörden stellte, um seine 16-jährige Haft anzutreten, die er aktuell noch im Gefängnis Rebibbia in Rom absitzt.
Am 12. Januar 2018 reichte der inhaftierte Ex-Kapitän Beschwerde beim Europäischen Gerichtshof für Menschenrechte gegen seine Verurteilung ein.
Anlässlich des zehnten Jahrestags des Unfalls, Anfang 2022, berichteten die Medien, dass das Verfahren noch nicht abgeschlossen sei und dass der Gefängnisdirektor bereit sei, Schettino eine gute Führung als Voraussetzung für eine mögliche vorzeitige Entlassung zu bescheinigen.